# دیوید جیسون
 دیوید جیسون (انگلیسی: David Jason؛ زادهٔ ۲ فوریهٔ ۱۹۴۰) بازیگر اهل بریتانیا است. وی از سال ۱۹۶۴ میلادی تاکنون مشغول فعالیت بوده‌است.
از فیلم‌ها یا برنامه‌های تلویزیونی که وی در آن نقش داشته است، می‌توان به اندکی فراست، دکتربعدازاین، هلیم و بچه‌های آب اشاره کرد.